# フラッツァノ
フラッツァノ（イタリア語: Frazzanò）は、イタリア共和国シチリア州メッシーナ県にある、人口約700人の基礎自治体（コムーネ）。

## 地理

### 位置・広がり
メッシーナ県のコムーネ。県都メッシーナから西へ72kmの距離にある。

#### 隣接コムーネ
隣接するコムーネは以下の通り。
- カプリ・レオーネ
- ガラーティ・マメルティーノ
- ロンジ
- ミルト
- サン・マルコ・ダルンツィオ
- サン・サルヴァトーレ・ディ・フィターリア